# Blandas
Blandas – miejscowość i gmina we Francji, w regionie Oksytania, w departamencie Gard.
Według danych na rok 1990 gminę zamieszkiwało 112 osób, a gęstość zaludnienia wynosiła 3 osoby/km² (wśród 1545 gmin Langwedocji-Roussillon Blandas plasuje się na 790. miejscu pod względem liczby ludności, natomiast pod względem powierzchni na miejscu 114.).